# Herning Hawks
Gli Herning Hawks sono una squadra di football americano di Herning, in Danimarca.
Fondati nel 1988, hanno conquistato il Mermaid Bowl nel 1990.

## Dettaglio stagioni

### Tornei nazionali

#### Campionato

##### 1. division/Kvalifikations Ligaen
| Stagione | regular season | regular season | regular season | regular season | regular season | regular season | playoff | playoff | playoff | playoff | playoff | playoff        | playoff           |
|          | Vin            | Par            | Per            | Tot            | PF             | PS             | Vin     | Per     | Tot     | PF      | PS      | risultato      | avversaria        |
| -------- | -------------- | -------------- | -------------- | -------------- | -------------- | -------------- | ------- | ------- | ------- | ------- | ------- | -------------- | ----------------- |
| 2012     | 4              | 0              | 6              | 10             | 206            | 236            | -       | -       | -       | -       | -       | -              | -                 |
| 2013     | 7              | 0              | 3              | 10             | 301            | 115            | 1       | 1       | 2       | 57      | 58      | Non promossi   | Odense Swans      |
| 2014     | 3              | 0              | 6              | 9              | 167            | 246            | 1       | 1       | 2       | 12      | 46      | Non retrocessi | [ 1 ]             |
| 2015     | 0              | 0              | 10             | 10             | 42             | 296            | 0       | 1       | 1       | 3       | 34      | Retrocessi     | Holstebro Dragons |
| Totale   | 14             | 0              | 25             | 39             | 716            | 893            | 3       | 3       | 6       | 72      | 138     |                |                   |

Fonti: Enciclopedia del Football - A cura di Massimo Mezzetti

##### 2. division
| Stagione | regular season | regular season | regular season | regular season | regular season | regular season | playoff | playoff | playoff | playoff | playoff | playoff   | playoff    |
|          | Vin            | Par            | Per            | Tot            | PF             | PS             | Vin     | Per     | Tot     | PF      | PS      | risultato | avversaria |
| -------- | -------------- | -------------- | -------------- | -------------- | -------------- | -------------- | ------- | ------- | ------- | ------- | ------- | --------- | ---------- |
| 2016     | 1              | 0              | 9              | 10             | 83             | 317            | -       | -       | -       | -       | -       | -         | -          |
| 2018     | 2              | 0              | 2              | 4              | 68             | 102            | -       | -       | -       | -       | -       | -         | -          |
| Totale   | 3              | 0              | 11             | 14             | 151            | 419            | -       | -       | -       | -       | -       |           |            |

Fonti: Enciclopedia del Football - A cura di Massimo Mezzetti

##### Danmarksserien
| Stagione | regular season | regular season | regular season | regular season | regular season | regular season | playoff | playoff | playoff | playoff | playoff | playoff     | playoff                     |
|          | Vin            | Par            | Per            | Tot            | PF             | PS             | Vin     | Per     | Tot     | PF      | PS      | risultato   | avversaria                  |
| -------- | -------------- | -------------- | -------------- | -------------- | -------------- | -------------- | ------- | ------- | ------- | ------- | ------- | ----------- | --------------------------- |
| 2017     | 7              | 0              | 2              | 9              | 252            | 72             | 1       | 1       | 2       | 20      | 28      | Elming Bowl | Næstved Vikings             |
| 2019     | 6              | 0              | 5              | 11             | 240            | 160            | -       | -       | -       | -       | -       | -           | -                           |
| 2020     | 2              | 0              | 1              | 3              | 114            | 19             | -       | -       | -       | -       | -       | [ 2 ]       | -                           |
| 2021     | 3              | 0              | 2              | 5              | 175            | 108            | 0       | 1       | 1       | 6       | 24      | Semifinale  | Næstved Vikings/Rønne Bears |
| 2022     | 2              | 0              | 4              | 6              | 126            | 178            | -       | -       | -       | -       | -       | -           | -                           |
| Totale   | 20             | 0              | 14             | 34             | 907            | 537            | 1       | 2       | 3       | 26      | 52      |             |                             |

Fonti: Enciclopedia del Football - A cura di Massimo Mezzetti

### Riepilogo fasi finali disputate
| Anno              | Luogo   | Evento                | Fase del torneo         | Incontro                                    | Risultato |
| 6 ottobre 2013    | Odense  | Nationalligaen        | Spareggio promozione    | Odense Swans - Herning Hawks                | 48 - 12   |
| 3 ottobre 2015    | Herning | Kvalifikations Ligaen | Spareggio retrocessione | Herning Hawks - Holstebro Dragons           | 3 - 34    |
| 30 settembre 2017 | Herning | Danmarksserien        | Elming Bowl             | Herning Hawks - Næstved Vikings             | 0 - 20    |
| 18 settembre 2021 | Herning | Danmarksserien        | Semifinale              | Herning Hawks - Næstved Vikings/Rønne Bears | 6 - 24    |

## Palmarès

### Titoli nazionali
- 1 Mermaid Bowl (1990)
- 1 Elming Bowl (2007)